# Kyytitie
Kyytitie, est une rue des quartiers Hakunila et Kuninkaala de Vantaa en Finlande,.

## Présentation
Kyytitie est une rue orientée est-ouest. 
C'est une rue principale qui part de Hakunilantie à Hakunila et longe la frontière sud de Hakkila jusqu'au rond-point de Heidehofintie et Jokiniemenkatu à Kuninkaala.
La rue passe au dessus de la Lahdentie, passe sous la Lahdenväylä et croise la Vanha Porvoontie. 
Il n'y a pratiquement pas de bâtiments le long de Kyytitie. 
L'entrepôt central de Kesko est situé le long de la rue.
En plus de l'entrepôt, le paysage de la rue est défini par les maisons individuelles de Kuusikko et d'Hakkilankallio, partiellement protégées par des clôtures antibruit, les bâtiments commerciaux de Porttipuisto et les façades des immeubles résidentiels du quartier  de Kaskela à l'extrémité orientale de la rue.

## Transports
Kyytitie a été défini comme un axe de qualité pour le trafic cyclable et fait partie du réseau baana de Vantaa.
La ligne de métro léger de Vantaa suit Kyytitie sur toute la longueur de la rue.
Il y aura trois arrêts dans la rue : Kaskela, Lahdenväylä et Kuusikko.

## Galerie

Piste cyclable de la  Kyytitie.
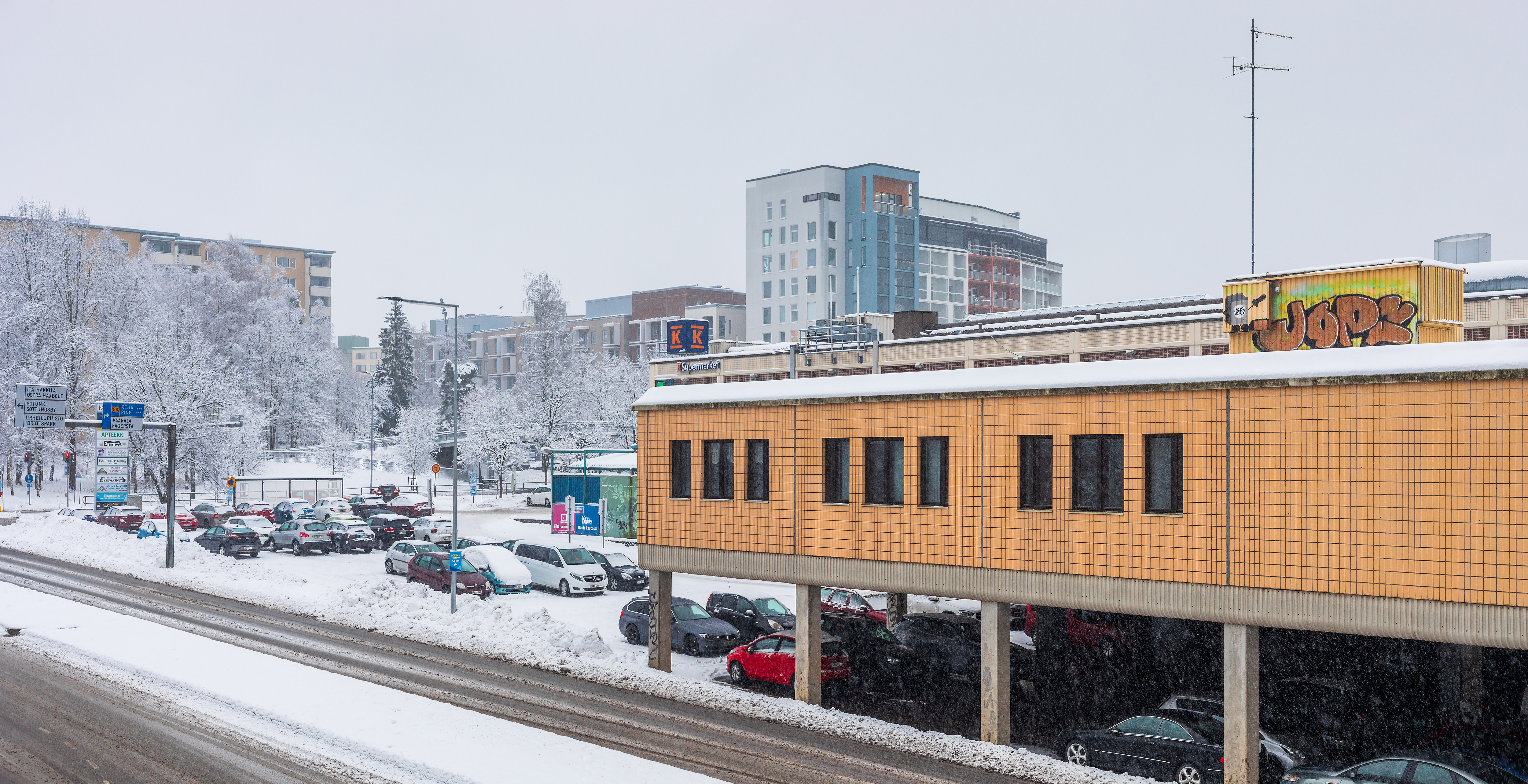
Centre commercial d'Hakunila et Kyytitie.
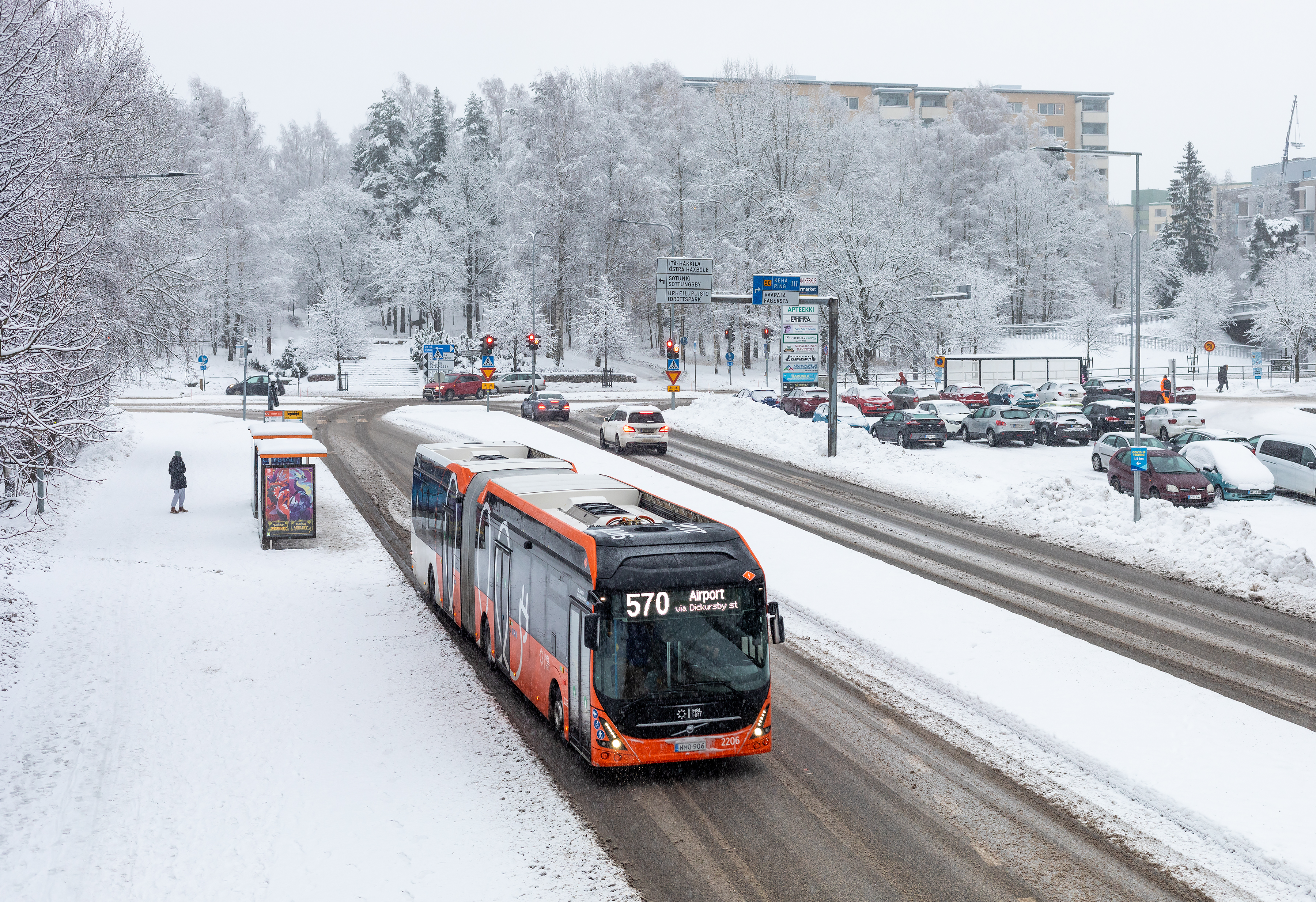
Kyytitie et bus 570 pour l'aéroport.